# コルチコステロイド側鎖イソメラーゼ
コルチコステロイド側鎖イソメラーゼ(Corticosteroid side-chain-isomerase、EC 5.3.1.21)は、以下の化学反応を触媒する酵素である。
11-デオキシコルチコステロン{\displaystyle \rightleftharpoons } 20-ヒドロキシ-3-オキソプレン-4-エン-21-オール
従って、この酵素の基質は11-デオキシコルチコステロン、生成物は20-ヒドロキシ-3-オキソプレン-4-エン-21-オールである。
この酵素は異性化酵素、特にアルドースをケトースに変換する分子内酸化還元酵素に分類される。系統名は、11-デオキシコルチコステロン アルドース-ケトース-イソメラーゼ(11-deoxycorticosterone aldose-ketose-isomerase)である。